# Hipponome
Hipponome (altgriechisch Ἱππονόμη Hipponómē) ist eine Figur der griechischen Mythologie.
Sie ist eine Tochter des Menoikeus und Schwester des Kreon und der Iokaste. Sie wird als Ehefrau des Alkaios und Mutter des Amphitryon und der Anaxo bezeichnet. Allerdings werden auch Astydameia, die Tochter des Pelops, und Laonome, die Tochter des Guneus, als deren Mütter genannt.